# テイク・ア・チャンス
「テイク・ア・チャンス」（原題：Take a Chance on Me）は、スウェーデンの音楽グループ、ABBA（アバ）が1978年にリリースしたシングル。作詞及び作曲は、ベニー・アンダーソン（Benny Andersson）とビョルン・ウルヴァース（Björn Ulvaeus）。 

## 概要
テイク・ア・チャンスは、1978年2月に『ジ・アルバム』からリリースされた。冒頭はアカペラから始まり、徐々にベースが入ってくるという風になっている。イギリスでは通算3枚目の1位となり、オーストリア、ベルギー、アイルランド、メキシコ、ヨーロッパのユーロチャートで1位を獲得、アメリカでも3位と好成績だった。トップテンまで含めると、16カ国もの国々で1位を獲得した。ABBAの代表曲のひとつにも数えられている。
ローリング・ストーンが選ぶ「最も素晴らしいABBAの曲」のランキングでは9位に選ばれた。